# Lion Heart (singolo)
Lion Heart è un singolo del gruppo musicale sudcoreano Girls' Generation, pubblicato come primo singolo estratto dal quinto album Lion Heart il 18 agosto 2015.

## Video musicale
Il video musicale narra una storia dove i membri delle Girls' Generation s'innamorano di un protagonista maschile, che si rivela poi essere una persona che vive con tutte e otto. Rimaste sconvolte s'allontanano da lui. 
La coreografia è stata fatta da Tony Testa e da Shim Jae-won.

## Tracce
1. Lion Heart (Coreana) - 3:45

Durata totale: 03:45

## Classifiche

### Classifiche settimanali
| Classifica (2015) | Posizione massima |
| ----------------- | ----------------- |
| Corea del Sud     | 4                 |

### Classifiche annuali
| Classifica (2015) | Posizione |
| ----------------- | --------- |
| Corea del Sud     | 44        |